# Europa de la Restauración

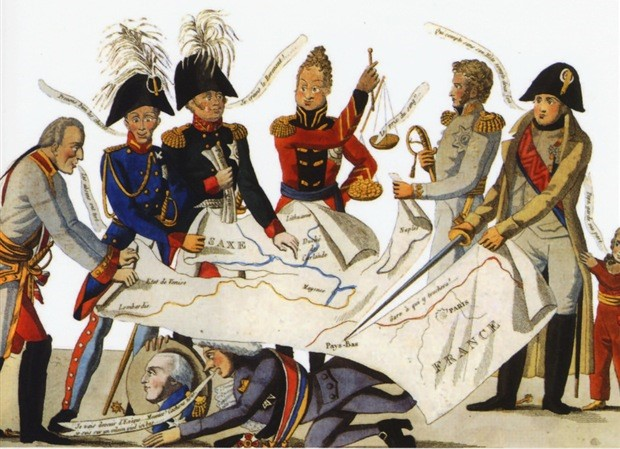
Viñeta satírica del Congreso de Viena, que dio inicio a la Restauración

La Restauración europea es una denominación historiográfica para el período de la historia política de Europa, significa la eliminación de todas las conquistas territoriales e ideológicas conseguidas por la Revolución Francesa y el Imperio napoleónico. Es decir,  una lucha contra la ideología que provocó la caída del Antiguo Régimen y contra el ordenamiento político impuesto por Napoleón Bonaparte en Europa y así se da la restauración del continente que va desde la derrota del Imperio Napoleónico (1814 y 1815) a la Revolución de 1848, caracterizado, en la Europa continental, por la preponderancia de las potencias de la Santa Alianza (Imperio de Austria, Reino de Prusia e Imperio ruso) y el denominado sistema Metternich de relaciones internacionales (concierto europeo o Europa de los Congresos:  Congreso de Viena 1814-15, Congreso de Aquisgrán 1818, Congreso de Troppau 1820, Congreso de Liubliana o Laibach, 1821, Congreso de Verona 1822); mientras que el Reino Unido se convertía en la potencia dominante en el mundo económico y en las rutas oceánicas.
Marcado por la crisis del Antiguo Régimen y el triple proceso revolucionario de la revolución liberal, la revolución industrial y la revolución burguesa, el periodo de la Restauración significó el esfuerzo de las monarquías europeas para legitimarse en la tradición y la alianza entre Trono y Altar; combatiendo los principios revolucionarios que ponían en la voluntad general el origen de la soberanía (soberanía nacional contra el derecho divino de los reyes); procurando la represión de cualquier movimiento contrario entre sus súbdito (por ejemplo, los que se organizaron en movimientos político-sociales, como los carbonarios italianos) e incluso, especialmente, entre los militares.

## Reacción contrarrevolucionaria y principio
La Revolución francesa y las Guerras Napoleónicas habían esparcido, entre 1789 y 1815, el liberalismo político, el nacionalismo e incluso los inicios del socialismo (Babeuf) por prácticamente toda Europa. Los monarcas europeos (Juan VI de Portugal, Fernando VII de España, Fernando I de las Dos Sicilias, Fernando I de Austria, Federico Guillermo IV de Prusia, Carlos X de Francia, etc.) percibieron estos movimientos como una amenaza a sus tronos. En respuesta, intentaron asentar su legitimidad monárquica en la defensa del Antiguo Régimen, con una actitud más reaccionaria que conservadora. Sus esfuerzos por restaurar el absolutismo en Europa (Congreso de Viena —1814-1815— y Restauración Francesa —1814-1830—) y sus colonias o en sus excolonias recientemente emancipadas (Guerras de Independencia Hispanoamericanas), únicamente sirvieron para aumentar más aún la energía de las revoluciones.
El principio de intervención o de injerencia en los asuntos internos de otros países quedó establecido como un firme compromiso de los reyes absolutos de auxiliarse mutuamente en caso de sufrir la amenaza del surgimiento de un foco revolucionario. La principal de las alianzas fue la que se estableció entre Austria, Prusia y Rusia, puesta bajo la advocación de la Santísima Trinidad, salvando incluso las distancias religiosas que separaban a las tres monarquías (católica, luterana y ortodoxa respectivamente). Con el nombre de Santa Alianza presidió el periodo comprendido entre 1815 y 1825. Como consecuencia del Congreso de Viena, se formó la Cuádruple Alianza (1815) entre Austria, Prusia, Rusia y Gran Bretaña, y esta tenía un matiz un tanto distinto del de la Santa Alianza, puesto que la Cuádruple simplemente defendía el orden creado por el Congreso de Viena. Francia se incorporó en 1818 Quíntuple Alianza, y duró hasta 1825.

## La repetición de los ciclos revolucionarios
El regreso del exilio de Fernando VII (en 1814) supuso también la restauración absolutista en España y el desvanecimiento de las expectativas de los liberales españoles, que habían gobernado durante la Guerra de Independencia y redactado la Constitución de Cádiz, que preveía una monarquía parlamentaria. En su lugar, Fernando se estableció como monarca absoluto. La vuelta al poder de los liberales se produjo, gracias a una insurrección militar, durante el Trienio Liberal (1820-1823), y las potencias de la Santa Alianza intervinieron con un cuerpo expedicionario francés (los Cien Mil Hijos de San Luis) para reponer en el poder absoluto al rey.
Similares intervenciones se habían producido en Italia. Otras revoluciones del ciclo de 1820 tuvieron más continuidad, como la portuguesa y la independencia de Grecia (que en este caso contó con el decisivo apoyo de Inglaterra y otras naciones contra el Imperio Otomano).
La revolución de 1830, mucho más generalizada, fue también controlada en prácticamente toda Europa, con alguna excepción (independencia de Bélgica).

## Final del periodo
El fin de la Europa de la Restauración se produjo definitivamente con la primavera de los pueblos o Revolución de 1848. Los monarcas tuvieron que responder con la abdicación o aceptando formas de monarquía limitada (monarquía constitucional o monarquía parlamentaria) que evolucionaron hacia los principios democráticos (el sufragio universal masculino no se generalizó hasta finales del siglo XIX y comienzos del XX). En el caso de Francia se reinstauró una efímera república, que acabó con la proclamación del Segundo Imperio Francés. En el ámbito alemán, se fue configurando el predominio de Prusia, cuyo canciller Otto von Bismarck pasó a sustituir al austriaco Metternich como árbitro del equilibrio europeo.
Algunos países europeos quedaron al margen de la Revolución de 1848: destacadamente Rusia, con un sistema de autocracia zarista (Nicolás I), donde prácticamente no existía clase media de condición burguesa; en el polo opuesto, el Reino Unido, en plena época victoriana, que iba evolucionando lentamente bajo criterios reformistas, y disponía del Imperio colonial para mitigar las tensiones sociales internas. En el convulso reinado de Isabel II de España, 1848 no fue un año especialmente destacado dentro de la denominada década moderada, ya derrotados militarmente los absolutistas en la Primera Guerra Carlista, mientras que los liberales progresistas esperarían a 1854 para su siguiente intento de profundizar en la revolución liberal (bienio progresista).